# Tratado de San Ildefonso (1742)
El tratado de San Ildefonso de 1742, firmado entre España y Dinamarca, fue un tratado de amistad, navegación y comercio por el que se establecían las condiciones por las que se regirían las relaciones comerciales entre ambos países.

## Acuerdos
José del Campillo y Cossío en nombre de Felipe V de España y Federico Luis, barón de Dehn, por parte del rey de Dinamarca y Noruega Cristián VI, ajustaron el acuerdo en el Palacio Real de La Granja de San Ildefonso el 18 de julio de 1742.
Los principales puntos pactados en el tratado fueron:
- Libertad de navegación para las flotas de ambos países en los puertos del otro país firmante, excepto para los buques de España en Islandia, Islas Feroe, y las colonias danesas en Groenlandia, Nordland y Finnmark, donde por orden del gobierno danés no se permitía el comercio con ningún país salvo con Dinamarca.
- Los buques mercantes podrían entrar y comerciar libremente en los puertos del país contrario, previa declaración de la mercancía y pago de los aranceles acostumbrados. Los materiales daneses para la construcción de barcos estarían exentos del pago de impuestos en España. El pescado danés pagaría solo la mitad de los impuestos establecidos.
- Los navíos de guerra de cada uno de los países firmantes no podrían entrar en los puertos del otro en número superior a seis.
- Las mercancías objeto de comercio deberían llevar certificación de su origen.
- Prohibición de contrabando de armas.
- Defensa mutua en altamar contra los ataques de piratas berberiscos.

## Aplicación
El tratado nunca llegó a hacerse efectivo: las autoridades españolas consideraron que la cláusula referente a la exención de la mitad de los impuestos para la importación del pescado danés entraba en conflicto con otros tratados firmados con terceros países, en los que se garantizaba a estos preferencia en el comercio con España. En 1753 el acuerdo quedaría anulado.